# Apache Samza
Apache Samza é um framework open-source assíncrono, quase em tempo real, para o processamento de fluxos desenvolvido pela Apache Software Foundation em Scala e Java.

## História
O Apache Samza foi desenvolvido em conjunto com o Apache Kafka. Ambos foram originalmente desenvolvidos pelo LinkedIn.